# Felipe Paradynski
Felipe Paradynski dos Santos (Ijuí, 16 maggio 1994) è un giocatore di calcio a 5 brasiliano.

## Carriera
Considerato uno dei calcettisti più promettenti della sua generazione, per due anni consecutivi è stato inserito nella lista dei dieci migliori giovani ai Futsal Awards (2014 e 2015) nonché è stato tra i giocatori più precoci a debuttare nella nazionale maschile di calcio a 5 del Brasile. Con la nazionale Under-21 ha vinto nel 2013 il campionato sudamericano di categoria, venendo inoltre premiato come miglior giocatore del torneo nonché miglior marcatore.